# Leyla Äliyeva (judoutövare)
Leyla Äliyeva (azerbajdzjanska: Leyla Əliyeva), född 1 september 1997, är en azerisk judoutövare.

## Karriär
Vid olympiska sommarspelen 2024 i Paris blev Äliyeva utslagen i sextondelsfinalen i 48 kg-klassen av uzbekiska Halimajon Qurbonova.